# Rimonabant
Rimonabant (cunoscut și sub numele de SR141716 și denumit comercial Acomplia sau Zimulti) este un medicament anorectic antiobezitate care a fost aprobat pentru prima dată în Europa în 2006, dar a fost retras din întreaga lume în 2008, din cauza unor grave efecte secundare psihiatrice. Nu a fost niciodată aprobat în Statele Unite ale Americii. Rimonabantul este un agonist invers pentru receptorul canabinoid CB1 și a fost primul medicament aprobat din această clasă.

## Efecte adverse
Datele din studiile clinice depuse la autoritățile de reglementare au arătat că rimonabant a cauzat tulburări depresive sau modificări ale stării de spirit în până la 10% din pacienți și ideație suicidară la aproape 1% din pacienți. În Europa a fost contraindicat pentru persoanele cu orice fel de tulburări psihice, inclusiv persoane depresive sau sinucigașe.
În plus, efecte adverse foarte frecvente erau greață și infecții ale tractului respirator superior (care apar la mai mult de 10% din oameni). Efecte adverse frecvente (care apar la 1% și 10% din oameni) includeau gastroenterită, anxietate, iritabilitate, insomnie și alte tulburări de somn, bufeuri, diaree, vărsături, piele uscată și mâncărimi, tendinită, crampe musculare și spasme, oboseală, simptome asemănătoare gripei și risc crescut de cădere.
Comitetul consultativ al FDA a exprimat îngrijorarea că, pe baza datelor obținute de la animale, se pare că fereastra terapeutică cu privire la toxicitatea SNC, în special convulsii, era aproape inexistentă. Doza terapeutică și doza care a provocat convulsii la animale părea să fie aceeași.
Când EMA a revizuit datele de după punerea pe piață, s-a constatat că riscul de tulburări psihice la persoanele care iau rimonabant era dublu.

## Chimie
Sinteza chimică a rimonabantului este descrisă după cum urmează:

## Cercetare
În paralel cu studiile clinice în obezitate care au generat datele transmise autorităților de reglementare, rimonabant a fost analizat și în studii clinice ca un potențial tratament pentru alte afecțiuni, printre care diabetul zaharat, ateroscleroza și renunțarea la fumat.